# Circondario di Tempio
Il circondario di Tempio era uno dei cinque circondari in cui era suddivisa la provincia di Sassari, esistito dal 1859 al 1927.

## Storia
In seguito all'annessione di diverse regioni al Regno di Sardegna (1859), venne emanato il decreto Rattazzi, che riorganizzava la struttura amministrativa del Regno, suddiviso in province, a loro volta suddivise in circondari. Il circondario di Tempio, per una superficie di 1.979 km² e che comprendeva i comuni della soppressa preunitaria provincia di Tempio, venne creato come suddivisione della provincia di Sassari.
Con l'Unità d'Italia (1861) la suddivisione in province e circondari venne estesa all'intera Penisola, lasciando invariate le suddivisioni stabilite dal decreto Rattazzi.
Il circondario di Tempio venne abolito, come tutti i circondari italiani, nel 1927, nell'ambito della riorganizzazione della struttura statale voluta dal regime fascista. Tutti i comuni che lo componevano rimasero in provincia di Sassari.

## Suddivisione amministrativa
Nel 1863, la composizione del circondario era la seguente:
- mandamento I di Aggius
  - Aggius; Bortigiadas
- mandamento II di Calangianus
  - Calangianus; Luras; Nuches
- mandamento III della Maddalena
  - La Maddalena; Santa Teresa Gallura; Terranova Pausania[2]
- mandamento IV di Tempio
  - Tempio